# Гребля Бугзул
Гребля Бугзул (Boughzoul) — гідротехнічна споруда на півночі Алжиру.
Греблю спорудили в 1936 році у верхній течії уеду Челіф (Cheliff), ще в регіоні Високих плато (далі Челіф проривається через хребти Тель-Атласу та впадає до Середземного моря за сім десятків кілометрів на схід від Орану). Можливо також відзначити, що нижче по течії на уеді Челіф створена гребля Гріб, а вище по сточищу на лівому витоку Нахр-Уассел — гребля Бугара.
Водозбірний басейн вище від споруди складає 19645 км2 із сердньорічним рівнем опадів 219 мм, втім, її головним призначенням було не стільки накопичення води, як зменшення потужності повеней та затримання намулу для захисту розташованої нижче греблі Гріб.
В межах проекту долину уеду перекрили комбінованою греблею висотою 13,5 (за іншими даними — 10) метрів, яка включає зведену безпосередньо у руслі бетонну ділянку довжиною біля 120 метрів та розташовану ліворуч земляну ділянку завдовжки 450 метрів.
Крім того, для утримання сховища до греблі примикала та тягнулась уверх по правобережжю багатокілометрова земляна дамба, яка первісно мала висоту 5 метрів. Це дозволяло при нормальному рівні поверхні на позначці 634,2 метра НРМ накопичувати 20,3 млн м3 води у водосховищі площею 20,56 км2. Під час повені рівень міг зростати до 635,2 метра НРМ, чому відповідала площа поверхні 27,65 км2 та об’єм 44,4 млн м3.
В 1959-му завершили роботи з нарощування бічної дамби до висоти у 7 метрів, що дозволило утримувати водойму з нормальним рівнем поверхні 636 метра НРМ та збільшеним на 50 млн м3 об’ємом, тоді як під час повені рівень поверхні міг досягати 637,5 метра НРМ при площі водойми 44,21 км2.
Станом на 2004 рік унаслідок замулення об’єм сховища знизився до 20,3 млн м3.